# Suad Joseph
Suad Joseph, née le 6 septembre 1943 au Liban est docteure en anthropologie libano-américaine de l'université Columbia depuis 1975.
Elle est professeure d'anthropologie et d'études des femmes et de genres de l'Université de Californie à Davis et actuellement présidente de la Middle East Studies Association of North America,. Ses recherches portent sur les questions de genres, des familles, des enfants, de la jeunesse, de la sociologie de la famille, de l'individualité, de la nationalité et du Moyen-Orient et plus particulièrement son pays natal, le Liban. Ses premiers travaux traitaient de la politisation de la religion au Liban,. Elle est la fondatrice du Middle East Research Group in Anthropology (aujourd'hui, section Middle East de l'American Anthropological Association), la fondatrice et coordinatrice du Arab Families Working Group, la fondatrice de l'Association for Middle East Women's Studies, la cheffe de projet de l'Encyclopedia of Women and Islamic Cultures ainsi que la fondatrice et directrice du département Middle East/South Asian Studies de l'université de Californie à Davis. Elle est également la fondatrice et l'animatrice d'un groupe d'universités composé de l'université américaine de Beyrouth, l'université américaine du Caire, la Lebanese American University, l'université de California à Davis et l'université de Beir Zeit.

## Jeunesse
Née au Liban et benjamine d'une fratrie de sept enfants (quatre frères, deux sœurs) élevés par des parents d'origine modeste avec peu d'éducation mais très exigent quant à la scolarité de leurs enfants. Sa mère, Rose Haddad Joseph était illettrée. Suad a grandi à Cortland dans l'État de New York et termina ses études de premier cycle à la State University of New York à Cortland. Par la suite, elle poursuit des études d'anthropologie au sein de l'université de Pittsburgh et de l'université Columbia où elle obtient son doctorat en anthropologie. Tous ses frères et sœurs ont poursuivi des études supérieures.

## Carrière

### Arab Families Working Group
Suad fonda l'Arab Families Working Group (AFWG) en 2001,. Il s'agit d'un collectif de 16 universitaires dont les recherches sont centrées sur les notions de familles et de jeunesse en Palestine, au Liban, en Égypte et au sein de leurs diasporas. En parallèle, l'AFWG aide à la formation d'une nouvelle génération d'universitaires dans ces pays,,. Ils travaillent de pair avec des ONG à qui ils fournissent le résultat de leurs travaux pour aider comme il se doit les familles et la jeunesse. Les chercheurs s'engagent également à traduire leurs travaux en arabe afin que ceux-ci soient accessibles à la population locale.

### Encyclopedia of Women and Islamic Cultures
Suad est la fondatrice et la rédactrice en chef de l'Encyclopedia of Women and Islamic Cultures (EWIC),, une encyclopédie interdisciplinaire et transhistorique en 6 volumes qui examinent les femmes musulmanes ou non dans les sociétés islamiques. Publiée entre 2003 et 2007, l'encyclopédie comprend 1246 articles rédigés par plus de 1000 universitaires à travers le monde, couvrant pas moins de 410 domaines. Une base de données informatique est également disponible sous le nom EWIC Online : Brill qui comprend le contenu de ces 6 volumes mais aussi les ajouts biannuels qui viennent enrichir le projet de 50 à 60 articles par an.
EWIC est la seule encyclopédie qui lie des recherches à la fois sur les femmes et les cultures islamiques dans toutes les sciences humaines et sociales couvrant tous les domaines. Tous les aspects de la vie impliquant les femmes dans une culture où l'Islam joue un rôle signification sont alors étudiés par l'EWIC. L'EWIC remet en question la représentation, erronée, des femmes musulmanes ou non dans les sociétés islamiques en publiant des recherches d'une grande rigueur et disponible sur format digital.

### La SectionMiddle Eastde l'American Anthropological Association
Suad est la fondatrice du Middle East Research Group in Anthropology qui est devenu la Middle East Section (MES) de l'American Anthropological Association. La MES rassemble les anthropologues dont le domaine d'études est les peuples, les cultures et les histoires du Moyen-Orient. Regroupement international, composé d'anthropologues de plusieurs sous-disciplines, le MES se réunit annuellement durant la conférence de l'American Anthropological Association.

### L'Association for Middle East Women's Studies
Suad est la fondatrice de l'Association for Middle East Women's Studies (AMEWS) et la co-création de la revue associée (parution en triennale). AMEWS est un regroupement d'universitaires et de personnes qui sont intéressés par les questions liées à la femme et aux études de genre dans les régions du Moyen-Orient, du Nord de l'Afrique et de leurs diasporas. AMEWS organise des conférences et des ateliers pour encourager les recherches dans ce domaine.

### Le Département Middle East/South Asian de l'Université de Californie à Davis
Suad est la fondatrice du département Middle East/South Asian (ME/SA) de l'université de Californie à Davis et en fut la directrice entre 2004 et 2009,. ME/SA est une réponse aux demandes toujours plus importantes des étudiants d'avoir des cours sur ces régions particulières. Lancé comme un programme de premier cycle, ME/SA reçut une subvention de la part du Département de l'Éducation aux États-Unis en 2006 qui permit de développer l'offre en incluant l'apprentissage des langues arabes, hindi/ourdou et la participation à des séminaires. En 2011, une nouvelle subvention permet la création d'un pôle d'études iraniennes.

## Honneurs et prix
- 1976-78 : Founding President, Middle East Research Group in Anthropology
- 1985-87 : Founding President, Association for Middle East Women's Studies[28]
- 1994 : Distinguished Alumnus Award. Cortland College Alumni Association. State University of New York, Cortland[8]
- 1997 : Pro Femina Research Consortium, Outstanding Mentor Award
- 2003 : Lyceum Distinguished Scholar Award. Wichita State University
- 2003 : Sabbagh Distinguished Lecturer. University of Arizona
- 2004 : Distinguished Scholarly Public Service Award, University of California, Davis[29]
- 2004 : Founding Director, Middle East/South Asian Studies Program[30]
- 2009-12 : Named Endowed Lecture Series: Suad Joseph Iranian Studies Lecture Series, University of California, Davis
- 2010 : Journal of Middle East Women's Studies Distinguished Lecturer, UCLA[17]
- 2010-2011 : President, Middle East Studies Association of North America
- 2011-13 : President, Arab American Studies Association
- 2014 : UC Davis Prize (excellence in teaching award)

## Publications sélectives

### Encyclopédie
- S. Joseph (éd). (2003-2007) : Encyclopedia of Women and Islamic Cultures[31]

### Livres édités ou co-édités
- S. Joseph et al. (éds). (1978) : Muslim-Christian Conflicts: Economic, Political and Social Origins.
- S. Joseph et al. (éds). (1999) : Building Citizenship in Lebanon.
- S. Joseph et al. (éds.) (1999) : Intimate Selving in Arab Families: Gender, Self and Identity.
- S. Joseph et al. (éds.) (1999) : Gender and Citizenship in Lebanon.
- S. Joseph et al. (éds.) (2000) : Gender and Citizenship in the Middle East.
- S. Joseph et al. (éds.) (2001) : Women and Power in the Middle East.[32]

### Chapitres dans des ouvrages collectifs
- S. Joseph (2005) : « The kin contract and citizenship in the Middle East », in M. Friedman : Women and citizenship : 130–145[33].
- S. Joseph (2008) : « Familism and critical Arab family studies », in K. Young & H. Rashad : Family in the Middle East: ideational change in Egypt, Iran, and Tunisia : 25-39.
- S. Joseph, B. D'Harlingue & K. Wong (2008) : « Arab Americans and Muslim Americans in the New York Times, before and after 9/11 » in A. Jamal & Naber : Race and Arab Americans before and after 9/11: from invisible citizens to visible subjects : 229-275.

### Articles
- S. Joseph (2005) : « Conceiving family relationships in post-war Lebanon », Journal of Comparative Family Studies, 35, Vol.2 : 271-293.
- S. Joseph (2005) : « Learning desire: relational pedagogies and the desiring female subject in Lebanon », Journal of Middle East Women's Studies, 1, Vol.1 : 79-109.
- S. Joseph (2009) : « Geographies of Lebanese families: women as transnationals, men as nationals, and other problems with transnationalism », Journal of Middle East Women's Studies, 5, Vol. 3 : 120-144.
- S. Joseph (2011) : « Political familism in Lebanon », The Annals of the American Academy of Political and Social Science, 636, Vol.1 : 150-163.